# 羅斯維爾 (明尼蘇達州)
羅斯維爾（英語：Roseville）是美國明尼蘇達州拉姆西縣的一座城市，位在明尼蘇達州首府聖保羅以及州內第一大城明尼亞波利斯之間，處於雙子城都會區的中心地帶。依據2020年美國人口普查記錄有36,254人。

## 外部來源
- Roseville, MN – Official Website （页面存档备份，存于）
- Roseville Visitors Association – VisitRoseville.com （页面存档备份，存于）